# 馮敏功
馮敏功（1526年—1585年），字元卿，號小山，浙江嘉興府平湖縣人，民籍，明朝政治人物。

## 生平
嘉靖三十四年（1555年）乙卯科浙江鄉試第三名舉人。嘉靖四十一年（1562年）中式壬戌科會試第三十四名，二甲第三十六名進士。授禮部祠祭司主事，進主客司员外郎。穆宗即位，轉南京礼部主客司署郎中，隆慶（1568年）二年七月出為江西右參議，分守南康九江，四年九月擢山東按察司副使，整饬徐州兵备，兼治漕河，萬曆元年（1574年）二月陞河南左參政，六月调任山東左参政，四年七月以病乞休。十二年起复原职，次年卒于任內，年六十。

## 家族
曾祖馮澄；祖父馮俊，知縣；父馮汝弼，府同知前工科給事中。母屠氏（封孺人）；繼母徐氏。严侍下。